# Hidroelektrarna Kokra
Hidroelektrarna Kokra je mala hidroelektrarna na reki Kokri v Kranju. Zgrajena je bila leta 1898 in obnovljena leta 1990. Z objektom upravlja podjetje Gorenjske Elektrarne. 
Elektrarna je pretočnega tipa in ima srednji letni pretok 6,54 m³/s.